# EUR Magliana
EUR Magliana è una stazione della linea B della metropolitana di Roma e della ferrovia Roma-Lido.

## Storia
La stazione esisteva già al tempo dell'apertura della Roma-Lido, era chiamata Magliana-Mercato Nuovo ed era uno scalo merci. Successivamente, quando si iniziò a costruire la linea B della metropolitana di Roma tra Termini e Laurentina, la stazione subì delle modifiche e venne aperta al pubblico nel 1955. Nel 1989 divenne capolinea della Roma-Lido e così rimase per 9 anni. In quel periodo, la tratta della linea B tra Termini e Laurentina venne profondamente ristrutturata in vista del prolungamento verso Rebibbia. Venne eretta una nuova entrata mentre l'accesso al fabbricato costruito nel 1955 venne adibito a bar. Furono, poi, costruiti due sovrappassi agli estremi delle banchine che si aggiungevano ai già esistenti sottopassaggi.
Dall'apertura fino al 1996 la stazione era chiamata Magliana, ma venne poi aggiunto il prefisso EUR per non confonderla con quella della FL1.
Nel 2000 fu inaugurato un nuovo parcheggio multipiano in via Castelrosso per sopperire all'insufficienza del parcheggio lungo via Ostiense. La stazione sarebbe dovuta diventare anche il nodo di scambio con la linea D, ma il progetto venne sospeso nel novembre 2012 con la revoca del bando di progettazione, costruzione e gestione della linea.
Si tratta di una fermata di superficie nel quartiere dell'EUR e il suo atrio ospita alcuni mosaici di Antonio Passa e Tamás Lossonczy.
Nei pressi della fermata si trovano le officine Magliana adibite alla manutenzione e al deposito del materiale rotabile di entrambe le linee.

## Servizi
- Biglietteria automatica
- Servizi igienici

## Interscambi
- Fermata autobus (linee ATAC e COTRAL)

## Galleria d'immagini

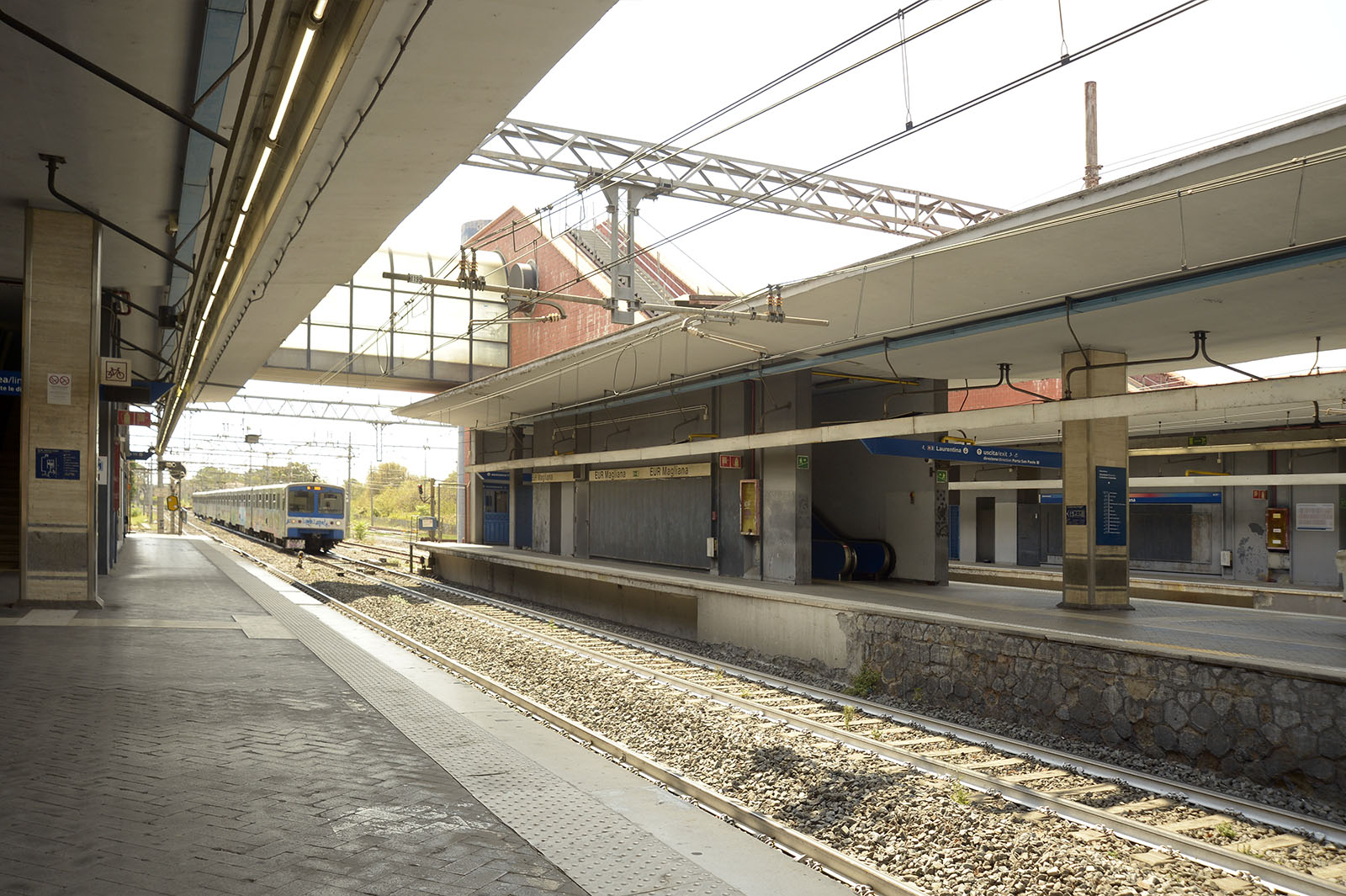
La stazione ferroviaria